# Calystegia longipes
Calystegia longipes ist eine Pflanzenart aus der Gattung der Zaunwinden (Calystegia) aus der Familie der Windengewächse (Convolvulaceae). Die Art ist in den Vereinigten Staaten verbreitet.

## Beschreibung
Calystegia longipes ist ein Halbstrauch, der einen holzigen, mehr oder weniger halbkugelförmigen Caudex als Überdauerungsorgan bildet. Die Äste sind steif aufrecht wachsend oder verschlungen und 30 bis 100 cm lang. Die Blattspreiten haben eine Länge von weniger als 6 cm, sie sind linealisch bis eng dreieckig geformt. Die oberen Blätter sind mit linealischen Lappen gelappt.
Die Blütezeit liegt zwischen Mai und Juli. Die Blütenstände bestehen für gewöhnlich aus einer einzelnen Blüte, die Blütenstandsstiele sind mit bis zu 20 cm Länge deutlich länger als die sie begleitenden Laubblätter. Die Vorblätter sind 3 bis 17 mm lang, 0,2 bis 3 mm breit, linealisch und an der Basis oftmals gelappt und meist gegenständig, etwa 4 bis 50 mm unterhalb des Kelches stehend. Die Kelchblätter haben eine Länge von 8 bis 11 mm, die Krone ist weiß oder cremefarben bis blass pink oder lavendelfarben gefärbt und 28 bis 36 mm lang.

## Verbreitung
Die Art ist in Kalifornien, Nevada und Arizona verbreitet. Sie wächst an trockenen, steinigen Standorten in Höhenlagen zwischen 600 und 1300 m.